# Manoir Marceau
Pour les articles homonymes, voir Marceau.
Le Manoir Marceau est un manoir situé dans la commune de Vieil-Hesdin dans le département du Pas-de-Calais en région Hauts-de-France.

## Localisation
Le manoir est situé au cœur du village médiéval de Vieil-Hesdin et est à cheval sur deux communes : Vieil-Hesdin et Le Parcq qui, autrefois, correspondait au parc du château.

## Historique
On trouve trace de ce manoir en 1745.
Autrefois connue sous le nom de "maison Dacquin", en référence à la lignée de notaires qui en a détenu la propriété jusqu'aux années 1950, cette gentilhommière est la demeure de l'artiste et maître verrier, Émilie Delattre Marceau. L'édifice s'inscrit au centre du triangle formé par le couvent des Sœurs Noires, l'église Sainte Marie-Madeleine et les ruines de l'ancien château d'Hesdin, résidence des ducs de Bourgogne et de Mahaut d'Artois, dont il ne reste qu'une réserve archéologique des ruines du château médiéval de style Philippin, détruit par Charles Quint en 1553.
Il reste beaucoup à découvrir sur l'histoire du Vieil-Hesdin mais de nombreuses hypothèses concernent le Manoir, en raison de sa proximité avec bâtiments voisins[réf. nécessaire]. Il est notamment question d'un souterrain[réf. souhaitée] reliant la partie la plus ancienne (XVIe siècle) au château. Le bâtiment serait également sur sa ligne de fortifications[réf. souhaitée]. Une grande cour pavée, aujourd'hui recouverte d'une fine couche de terre et de pelouses servait aux écuries, toujours présentes, comme relais de diligences[réf. souhaitée].
Malgré la disparition de certaines dépendances, subsistent un ancien chenil adossé aux écuries, une maison de gardien et plus récemment (fin XIXe siècle) un jardin d'hiver longeant la façade nord, un office notarié au Sud, côté rue et deux constructions en rocaille. Des variétés d'arbres plus que centenaires complètent l'intérêt historique du site (notamment un hêtre d'environ 200 ans au cœur du bosquet[réf. souhaitée]).